# Berberleeuw
De berberleeuw, atlasleeuw of Barbarijse leeuw (Panthera leo leo), in het Berbers/Tamazight: Bouharou, is een Afrikaanse ondersoort van de leeuw, die in het wild uitgestorven is.
Deze leeuw leefde in heel Noord-Afrika, van Marokko tot Egypte. In de Oudheid kwam deze ondersoort nog algemeen voor. Tot in de 19e eeuw waren er nog verspreide populaties en loofde de Franse overheid in Algerije premies uit voor het afschieten van leeuwen. Rond 1880 werden in Algerije zo nog meer dan 100 leeuwen gedood in een jaar. Maar tegen het einde van de eeuw was de leeuw al zeldzaam geworden. De berberleeuw stierf in 1920 in het wild uit, toen het laatste exemplaar in Marokko werd doodgeschoten. Veel in gevangenschap gehouden leeuwen stammen af van berberleeuwen, hoewel het in de meeste gevallen onduidelijk is hoe of in welke mate.

## Kenmerken
De berberleeuw kon een lengte van drie meter bereiken. Het was een imposante leeuw met lange, meestal zwarte manen die zich uitstrekten van de kop, over de schouders en buik tot aan de liezen. Hij had een hoog achterhoofd, korte poten en een diepe borstkas. De uitgestorven Kaapse leeuw vertoonde een grote gelijkenis met de berberleeuw.

## In de cultuur
De berberleeuw wordt gebruikt als de personificatie van het koninkrijk Marokko. Het Marokkaans voetbalelftal is vernoemd naar deze leeuw, en draagt de bijnaam "Les Lions de l'Atlas".